# Strade provinciali della provincia di Udine
La rete stradale di strade provinciali della provincia di Udine si componeva di 126 strade. Dal 1º luglio 2016, con la devoluzione delle competenze provinciali alla Regione in vista della futura soppressione delle province in Friuli Venezia Giulia, queste strade sono divenute di competenza regionale. Dal 1º gennaio 2018 sono di competenza di Friuli Venezia Giulia Strade e hanno inizialmente mantenuto la loro numerazione. Nel 2019 gli è stata attribuita una nuova denominazione, composta dalla sigla SR UD e dal numero della precedente strada provinciale (es. da SP 1 a SR UD 1).
- SP 1 della Val d'Arzino
- SP 2 di Percoto
- SP 3 Maranese
- SP 4 Tresemane
- SP 5 Sandanielese
- SP 6 di Nogaredo
- SP 7 di Latisana
- SP 8 Aquileiense
- SP 9 della Val Torre
- SP 10 del Medio Friuli
- SP 11 della Val Alberone
- SP 12 di Preone
- SP 13 di Torreano
- SP 14 di Orsaria
- SP 15 di Faedis
- SP 16 di Silvella
- SP 17 di Attimis
- SP 18 di Coderno
- SP 19 del Natisone
- SP 20 Glemonese
- SP 21 delle Tre Croci
- SP 22 Napoleonica
- SP 23 della Val d'Incaroio
- SP 24 della Val Pontaiba
- SP 25 di Moimacco
- SP 26 della Colombara
- SP 28 del Bosso
- SP 29 del Collio
- SP 30 di Ruda
- SP 31 di Castelmonte
- SP 32 di Tausia
- SP 33 di Clauiano
- SP 34 di Montenars
- SP 35 di Esemon
- SP 36 di Bordano
- SP 37 di Pradamano
- SP 38 del Cornappo
- SP 39 del Varmo
- SP 40 di Paularo
- SP 41 di Forgaria
- SP 42 della Val Resia
- SP 43 del Torsa
- SP 44 di Lauco
- SP 45 della Val Cosizza
- SP 46 Juliense
- SP 47 della Val Erbezzo
- SP 48 di Prepotto
- SP 49 Osovana
- SP 50 Palmarina
- SP 51 dei Colli
- SP 52 di Sedegliano
- SP 53 del Chiarò
- SP 54 del Ponte di Versa
- SP 55 di Buja
- SP 56 dello Stella
- SP 57 di Montegnacco
- SP 58 dei Castelli
- SP 59 di Brazzacco
- SP 60 di Flaibano
- SP 61 di Bertiolo
- SP 62 di Coseano
- SP 63 Rivillino
- SP 64 di Cuccana
- SP 65 Ungarica
- SP 66 del Corno
- SP 67 di Grions del Torre
- SP 68 del Fossalon
- SP 69 di Torviscosa
- SP 70 di San Gervasio
- SP 71 di Gonars
- SP 72 di Invillino
- SP 73 del Lumiei
- SP 74 di Aonedis
- SP 75 delle Bandite
- SP 76 della Val Raccolana
- SP 77 di Zompitta
- SP 78 di Mortegliano
- SP 79 di San Mauro
- SP 80 dell'Aussa-Corno
- SP 81 del Salmastro
- SP 82 di Chiasiellis
- SP 83 Quattroventi
- SP 84 Ponte di Cornino
- SP 85 di Lavariano
- SP 86 di Ravascletto
- SP 87 di Paradiso
- SP 88 di Ceresetto
- SP 89 di Campoformido
- SP 90 di Albana
- SP 91 di Beligna
- SP 92 di Cadorlina
- SP 93 di Belgrado
- SP 94 di Bicinicco
- SP 95 di Madrisio
- SP 96 di Cerneglons
- SP 97 di Rivolto
- SP 98 di Bressa
- SP 99 di Basiliano
- SP 100 di Colloredo
- SP 101 di Mereto di Tomba
- SP 102 del Paludo
- SP 103 di Campeglio
- SP 104 di Salt
- SP 105 di Fraelacco
- SP 106 di Bueris
- SP 107 dei Buongustai
- SP 108 del Taglio
- SP 109 di Rosazzo
- SP 110 del Passo Pramollo
- SP 111 di Alzeri
- SP 112 della Val Aupa
- SP 113 di Porpetto
- SP 114 di Coseanetto
- SP 115 di San Martino
- SP 116 di Arcano
- SP 117 di Billerio
- SP 118 di Toppo
- SP 119 di Belvedere
- SP 120 di Aiello
- SP 121 delle Favole
- SP 122 di Piancada
- SP 123 dello Zoncolan
- SP 124 di Savalona
- SP 125 del Sasso Tagliato
- SP 126 di Visco